# Liste der denkmalgeschützten Objekte in Gaimberg
Die Liste der denkmalgeschützten Objekte in Gaimberg enthält die 3 unbeweglichen denkmalgeschützten Objekte der Gemeinde Gaimberg im Bezirk Lienz (Tirol).

## Denkmäler
| Foto |                 | Denkmal                                                                                     | Standort                                   | Beschreibung | Metadaten |
| ---- | --------------- | ------------------------------------------------------------------------------------------- | ------------------------------------------ | --- | --- |
| ja   | Datei hochladen | Kath. Pfarrkirche, hl. Bartholomäus zu Grafendorf HERIS-ID: 6481 Objekt-ID: 2361 TKK: 18550 | Grafendorf 3 Standort KG: Obergaimberg     | Die auf romanischen Fundamenten stehende einschiffige, dreijochige Kirche mit hohem Südturm und polygonalem Chor wurde in der ersten Hälfte des 16. Jahrhunderts neu- bzw. umgebaut. Die Wandmalereien von 1834 werden Christoph Brandstätter dem Älteren zugeschrieben. Die Glasmalereien (1902) und die Gewölbemalereien im Presbyterium (1932/33) stammen von Karl Untergasser, die Gewölbemalereien im Schiff wurden 1932/33 von Emil Kerle geschaffen. | BDA-Hist.: Q37907782 Status: § 2a Stand der BDA-Liste: 2025-06-30 Name: Kath. Pfarrkirche, hl. Bartholomäus zu Grafendorf GstNr.: .42/1, 305 Pfarrkirche Gaimberg |
| ja   | Datei hochladen | Gruftkapelle HERIS-ID: 6482 Objekt-ID: 2362 TKK: 34676                                      | bei Grafendorf 3 Standort KG: Obergaimberg | Die Gruftkapelle befindet sich an der Südostecke des Friedhofes und wurde 1857 geweiht. Sie ist ein kleiner, rechteckiger Giebelbau mit polygonalem Schluss und holzverschindeltem Satteldach. | BDA-Hist.: Q37907885 Status: § 2a Stand der BDA-Liste: 2025-06-30 Name: Gruftkapelle GstNr.: 305 Gruftkapelle Gaimberg                                            |
| ja   | Datei hochladen | Kruzifix HERIS-ID: 6483 Objekt-ID: 2363 TKK: 34678                                          | bei Grafendorf 3 Standort KG: Obergaimberg | Dieses Kruzifix befindet sich außerhalb der Friedhofsmauer und östlich der Gruftkapelle. Es handelt sich um ein überdachtes Kreuz mit leicht unterlebensgroßem Corpus aus der Zeit um 1800. | BDA-Hist.: Q37908026 Status: § 2a Stand der BDA-Liste: 2025-06-30 Name: Kruzifix GstNr.: 290/2                                                                    |